# ニコライ・カシュキン

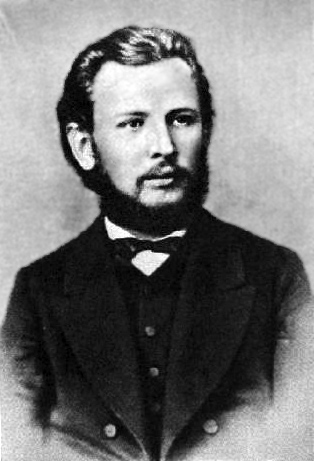
ニコライ・カシュキン

ニコライ・ドミトリエヴィチ・カシュキン（ロシア語: Николай Дмитриевич Кашкин 1839年11月27日（ユリウス暦 12月9日） - 1920年3月15日）は、ロシアの音楽評論家。モスクワ音楽院で通算33年間（1866年-1896年と1905年-1908年）にわたりピアノと音楽理論の教授を務めた。

## 生涯
ヴォロネジの本屋の息子に生まれ音楽に関しては独学であったが、13歳になる頃にはピアノをひとに教えるようになっていた。1860年にモスクワへと赴き、アレクサンドル・デュビュークの下でさらにピアノの研鑽を積んだ。この地でゲルマン・ラローシ、ニコライ・ルビンシテイン、そしてピョートル・チャイコフスキーと出会っている。
時に「ニコライ・ドミトリエフ」（Николай Дмитриев）という筆名を用いつつ、専ら「Русские ведомости」や「Московские ведомости」に音楽評論を寄稿した。評論家としてのカシュキンはチャイコフスキーの音楽の普及に貴重な役割を果たした。チャイコフスキーの交響曲第2番に『小ロシア』という通称を与えたのは他ならぬカシュキンである。チャイコフスキーは彼に歌曲「おお、友よ語るな」 作品6-2（1869年）を献呈している。
チャイコフスキーの死から3年後には彼の回想録を出版している。